# Reijiro Koroku
Reijiro Koroku (Japans: 小六 禮次郎, Koroku Reijirō) (Okayama, 13 december 1949) is een Japanse componist, muziekpedagoog en arrangeur. 

## Levensloop
Koroku studeerde bij onder andere Koichi Sugiyama aan de Tokyo University of the Arts, die toen nog Tokyo National University of Fine Arts and Music heette (Tōkyō Gei-jutsu Daigaku). Na het behalen van zijn diploma's werd hij freelance arrangeur en componist. Als componist schreef hij werken voor het muziektheater (opera's, toneelmuziek), voor orkest, harmonieorkest, vocale muziek, televisie- en filmmuziek en muziek voor videospelen. In 1991 werd hij voor zijn muziek welke hij maakte voor de films 1750 dagen van de omkeer en De witte wolf als beste filmcomponist voor de 14e Japanse Academy Award genomineerd. Koruko doceert filmmuziek aan het Tokyo College of Music, en hij is voorzitter van de Japanse Vereniging voor Rechten van Auteurs, Componisten en Uitgevers (JASRAC) en tweede voorzitter van de Japan Orchestrator Association. 
Koroku is met de zangeres en actrice Chieko Baisho gehuwd.

## Composities

### Werken voor harmonieorkest
- Bell of Anzerasu, voor harmonieorkest
- Suite uit de filmmuziek "The Return of Godzilla"

### Vocale muziek

#### Werken voor koor
- 2010: - Float in space, planet of miracle, voor jeugdkoor en piano
- Gospel Shower, suite voor vrouwenkoor
- Song of our street corner, suite voor vrouwenkoor
- Where is your hometown, suite voor gemengd koor
- Woman, suite voor vrouwenkoor

### Kamermuziek
- 2002: - Sakura, voor saxofoon en piano

### Werken voor piano
- 1998: - Urara in the Sky

### Werken voor slagwerk
- 1992: - The Game, voor slagwerkensemble

### Filmmuziek
- 1983-1984: - Alice in Wonderland televisie-serie
- 1984: - The Return of Godzilla (soundtrack Godzilla)
- 1984: - Fushigi na koala Blinky televisie-serie
- 1985: - Caribe, Sinfonia de Amor
- 1986: - 愛少女ポリアンナ物語 - Ai shôjo Porianna monogatari (Wonderbare Pollyanna) televisie-serie
- 1989: - Sakura no ki no shita de
- 1989-1990: - Hiroshima : a mother's prayer
- 1990: - オーロラの下で - Pod severnym siyaniyem (De witte wolf)
- 1990: - 激動の1750日 Gekido no 1750 nichi (1750 dagen van de omkeer)
- 1991: - Video Girl AI
- 1992: - Detective Story
- 1993: - L'oiseau bonheur une aventure de Tomoko
- 1995: - The Polar Cubs : A North Pole Adventure
- 1996: - Hideyoshi  televisie-serie
- 2002: - Sakura televisie-serie
- 2006: - Kōmyō ga Tsuji televisie-serie
- 2009: - Battle of Sekigahara (Slag bij Sekigahara)